# ドラール賞
ドラール賞（ドラールしょう、Prix Dollar）とはフランスギャロがパリロンシャン競馬場の芝1950メートルで施行する競馬のG2競走（国際競走）である。凱旋門賞ウィークエンドにおいて凱旋門賞の前日に開催されている。競走名の由来は19世紀後半に活躍した競走馬、種牡馬であるドラールから。

## 概要
1905年にフランスのサラブレッド生産において不可欠な結果を残した種牡馬であるドラールを記念し、ロンシャン競馬場の芝3100メートルで創設された。第1回は秋に行われたが、次回以降に春季開催へ移行した。1909年に施行距離が2200メートルに短縮され、これ以降もたびたび変更されるが小幅にとどまり概ね中距離で行われている。
1934年のみサントネール賞 (Prix du Centenaire) の名で2100メートルのハンデキャップ競走として開催された。サントネールとはフランス語で百年の意味であり、その名の通り奨励協会（フランスギャロの前身）の100周年を記念したものである。賞金をハンデキャップ競走としては驚異的な318,600フランとし20頭の競走馬を集めたが、結果は斤量51kgの穴馬ピュリシュリミュス (Pulcherrimus) が勝つという波乱となった。
1969年には施行距離が現在と同じ1950メートルに変更された。それ以降で異なる距離で施行されたのは、1986年にシャンティイ競馬場の2000メートルで行われた1度だけである。1987年からロンシャン競馬場に戻り、翌1988年には3歳馬も出走可とした上で凱旋門賞の前日に開催されることとなった。
有名な勝ち馬としては、グレートネフュー (1967年)、カロ (1971年)、アレフランス (1975年)、トリリオン (1978年、1979年) 、ノーザンベイビー (1980年)、アルナスル (1982年)、オルダーブルック (1994年)、フレメンズファース (1995年、1996年)、アルハース (1997年)、ダノマスト (2002年) 、シリュスデゼーグル (2010年、2012年、2013年) 、バイワード (2011年) 、スカレティ (2019年、2020年) 、ドバイオナー (2021年) が挙げられる。
近年は本競走から香港カップを目指す馬がおり、2002年優勝馬ダノマストと2007年優勝馬ミュージカルウェイおよび2013年優勝馬シリュスデゼーグルが共に3着と結果を残した。また、優勝馬の中から種牡馬として1957年優勝馬モンタヴァルと1972年優勝馬シャラプールおよび1989年優勝馬クリエイターが、繁殖牝馬として前述のミュージカルウェイが日本に輸入されている。
負担重量は3歳56kg、4歳以上58kgを基本とし、
- 施行年5月5日以降のG2競走優勝馬は1kg増
- 施行年5月5日以降のG1競走優勝馬は2kg増

以上の条件で斤量が課せられる。

## 歴史
- 1905年
  - ロンシャン競馬場で行われる芝3100メートルの重賞競走、ドラール賞として創設[2]。
  - エドモン・ブラン（英語版）の所有馬Gouvernant[† 5]が優勝[2]。
- 1907年 Procope と Eider が同着優勝[2]。
- 1909年 施行距離を2200メートルに短縮[2]。
- 1915年 - 1918年 - 第一次世界大戦の影響により中止[2]。
- 1922年 Zagreus が史上初の連覇[2]。
- 1934年 この年のみ2100メートルの奨励協会100周年記念ハンデキャップ重賞、サントネール賞として開催[2]。
- 1940年 - 1943年 第二次世界大戦の影響により中止[2]。
- 1944年 - 1945年 ル・トランブレー競馬場の2150メートルで代替開催[2]。
- 1957年 施行距離を2000メートルに短縮[2]。
- 1958年 施行距離を2250メートルに延長[2]。
- 1960年 施行距離を2000メートルに戻す[2]。
- 1962年 Bondolfi が史上2頭目の連覇[2]。
- 1965年 - 1966年 シャンティイ競馬場で開催[2]。
- 1969年 施行距離を1950メートルに短縮（以降、ロンシャン競馬場での開催ではこの距離で固定）[2]。
- 1971年 グループ制導入に伴いG2に格付け。
- 1979年 トリリオン (Trillion) が史上3頭目の連覇[2]。
- 1986年 シャンティイ競馬場の2000メートルで開催[2]。
- 1987年 ロンシャン競馬場の9月末に移行し、施行距離は1950メートルに戻る[2]。
- 1988年
  - 施行時期を凱旋門賞の前日（原則10月第1週土曜日）に移行。
  - 出走条件を4歳以上から3歳馬以上に変更。
- 1996年 フレメンズファース (Flemensfirth) が史上4頭目の連覇[2]。
- 2002年 デンマーク調教馬ダノマスト (Dano-Mast) が制覇。
- 2005年 タッチオブランド (Touch of Land) が史上5頭目の連覇[2]。
- 2012年
  - 賞金総額を13万ユーロから20万ユーロに増額。
  - シリュスデゼーグル (Cirrus des Aigles) が9馬身差で優勝。前年の2着をはさみ前々年に続く本競走2勝目[2]。
- 2013年 シリュスデゼーグルが史上6頭目の連覇。かつ、史上初の本競走3勝目[2]。
- 2016年 - 2017年 シャンティイ競馬場の2000メートルで代替開催。
- 2020年 スカレティが史上7頭目の連覇。

### 歴代優勝馬
※1978年以降の優勝馬を記載する。
| 回数    | 施行日        | 調教国・優勝馬    | 日本語読み         | 性齢 | タイム  | 優勝騎手         | 管理調教師           |
| ------- | ------------- | ----------------- | ------------------ | ---- | ------- | ---------------- | -------------------- |
| 第89回  | 1978年5月28日 | Trillion          | トリリオン         | 牝4  | 1:59.9  | L.ピゴット       | M.ジベール           |
| 第90回  | 1979年5月27日 | Trillion          | トリリオン         | 牝5  | 2:10.7  | L.ピゴット       | M.ジベール           |
| 第91回  | 1980年6月1日  | Northern Baby     | ノーザンベイビー   | 牡4  |         | P.パケ           | F.ブータン           |
| 第92回  | 1981年5月31日 | P'tite Tete       | ペティテート       | 牡5  | 2:08.5  | G.デュブロウク   | G.デロワ             |
| 第93回  | 1982年5月30日 | Al Nasr           | アルナスル         | 牡4  | 1:59.3  | A.ジベール       | A.ファーブル         |
| 第94回  | 1983年5月29日 | Welsh Term        | ウェルシュターム   | 牡4  | 2:03.0  | Y.サンマルタン   | Rb.コレ              |
| 第95回  | 1984年5月27日 | Mourtazam         | ムルタザム         | 牡6  | 2:08.0  | P.ボダン         | A.ファーブル         |
| 第96回  | 1985年6月2日  | Yashgan           | ヤシュガン         | 牡4  | 2:00.9  | Y.サンマルタン   | A.ロワイエ＝デュプレ |
| 第97回  | 1986年6月8日  | Iades             | イアデス           | 牡4  | 2:00.7  | F.ヘッド         | F.ブータン           |
| 第98回  | 1987年9月27日 | Takfa Yahmed      | タクファヤハメド   | 牡4  | 2:04.6  | A.ジベール       | M.サリバ             |
| 第99回  | 1988年10月1日 | Squill            | スキル             | 牡3  | 2:02.4  | G.ギニャール     | C.ヘッド             |
| 第100回 | 1989年10月7日 | Creator           | クリエイター       | 牡3  | 2:04.1  | C.アスムッセン   | A.ファーブル         |
| 第101回 | 1990年10月6日 | Agent Bleu        | エージェントブルー | 牡3  | 2:05.9  | D.ブフ           | E.ルルーシュ         |
| 第102回 | 1991年10月5日 | Wiorno            | ウィオルノ         | 牡3  | 2:04.0  | T.ジャルネ       | A.ファーブル         |
| 第103回 | 1992年10月3日 | Sillery           | シレリー           | 牡4  | 2:11.6  | F.ヘッド         | C.ヘッド             |
| 第104回 | 1993年10月2日 | Knifebox          | ナイフボックス     | 牡5  | 2:07.7  | M.ロバーツ       | J.ゴスデン           |
| 第105回 | 1994年10月1日 | Alderbrook        | オルダーブルック   | 牡4  | 2:04.6  | Pl.エデリー      | J.セシル             |
| 第106回 | 1995年9月30日 | Flemensfirth      | フレメンズファース | 牡3  | 2:07.8  | L.デットーリ     | J.ゴスデン           |
| 第107回 | 1996年10月5日 | Flemensfirth      | フレメンズファース | 牡4  | 2:07.7  | L.デットーリ     | J.ゴスデン           |
| 第108回 | 1997年10月4日 | Alhaarth          | アルハース         | 牡4  | 1:59.2  | L.デットーリ     | S.ビン・スルール     |
| 第109回 | 1998年10月3日 | Insatiable        | インセイシャブル   | 牡5  | 2:07.7  | O.ペリエ         | M.スタウト           |
| 第110回 | 1999年10月2日 | State Shinto      | ステイトシント     | 騸3  | 2:19.0  | T.ジャルネ       | A.ファーブル         |
| 第111回 | 2000年9月30日 | Slickly           | スリックリー       | 牡4  | 1:59.3  | L.デットーリ     | S.ビン・スルール     |
| 第112回 | 2001年10月6日 | Albarahin         | アルバラヒン       | 牡6  | 2:10.5  | R.ヒルズ         | M.トレゴニング       |
| 第113回 | 2002年10月5日 | Dano-Mast         | ダノマスト         | 牡6  | 2:01.6  | O.ペリエ         | F.ポールセン         |
| 第114回 | 2003年10月4日 | Weightless        | ウェイトレス       | 牡3  | 2:05.4  | T.テュリエ       | P.バリー             |
| 第115回 | 2004年10月2日 | Touch of Land     | タッチオブランド   | 牡4  | 1:58.3  | C.ルメール       | H-A.パンタル         |
| 第116回 | 2005年10月1日 | Touch of Land     | タッチオブランド   | 牡5  | 2:04.4  | C.ルメール       | H-A.パンタル         |
| 第117回 | 2006年9月30日 | Soldier Hollow    | ソルジャーホロー   | 牡6  | 1:59.4  | O.ペリエ         | P.シールゲン         |
| 第118回 | 2007年10月6日 | Musical Way       | ミュージカルウェイ | 牝5  | 2:04.2  | R.トーマス       | P.バン・デ・ポール   |
| 第119回 | 2008年10月4日 | Trincot           | トランコト         | 牡3  | 2:03.5  | I.メンディザバル | P.ドゥメルキャステル |
| 第120回 | 2009年10月3日 | Pipedreamer       | パイプドリーマー   | 牡5  | 2:00.3  | D.ブフ           | J.ゴスデン           |
| 第121回 | 2010年10月2日 | Cirrus des Aigles | シリュスデゼーグル | 騸4  | 2:09.6  | F.ブロンデル     | C.バランド＝バルブ   |
| 第122回 | 2011年10月1日 | Byword            | バイワード         | 牡5  | 2:00.41 | M.ギュイヨン     | A.ファーブル         |
| 第123回 | 2012年10月6日 | Cirrus des Aigles | シリュスデゼーグル | 騸6  | 2:07.95 | O.ペリエ         | C.バランド＝バルブ   |
| 第124回 | 2013年10月5日 | Cirrus des Aigles | シリュスデゼーグル | 騸7  | 2:02.83 | C.スミヨン       | C.バランド＝バルブ   |
| 第125回 | 2014年10月4日 | Fractional        | フラクショナル     | 騸5  | 2:05.78 | R.Marchelli      | A.ファーブル         |
| 第126回 | 2015年10月3日 | Free Port Lux     | フリーポートルクス | 牡4  | 1:59.58 | T.ジャルネ       | F.ヘッド             |
| 第127回 | 2016年10月1日 | Potemkin          | ポテムキン         | 騸5  | 2:06.54 | E.ペドロサ       | A.ヴェーラー         |
| 第128回 | 2017年9月30日 | Garlingari        | ガルリンガリ       | 騸6  | 2:04.48 | S.パスキエ       | C.バランド＝バルブ   |
| 第129回 | 2018年10月6日 | Alignement        | アラインメント     | 騸5  | 2:02.23 | M.ギュイヨン     | C.ラフォン-パリアス  |
| 第130回 | 2019年10月5日 | Skalleti          | スカレティ         | 騸4  | 2:06.56 | P-C.ブドー       | J.Reynier            |
| 第131回 | 2020年10月3日 | Skalleti          | スカレティ         | 騸5  | 2:10.41 | M.ギュイヨン     | J.Reynier            |
| 第132回 | 2021年10月2日 | Dubai Honour      | ドバイオナー       | 騸3  | 2:08.14 | J.ドイル         | W.ハガス             |
| 第133回 | 2022年10月1日 | Anmaat            | アンマート         | 騸4  | 2:05.37 | J.クローリー     | O.Burrows            |
| 第134回 | 2023年9月30日 | Horizon Dore      | オリゾンドレ       | 騸3  | 1:59.86 | M.バルザローナ   | P.Cottier            |
| 第135回 | 2024年10月5日 | Jayarebe          | ジェイアービー     | 牡3  | 2:04.63 | S.Levey          | B.Meehan             |

### 日本人騎手の成績
日本調教馬以外での調教成績
- 日本調教馬以外と言っても馬主は2頭とも日本人である。

| 回数    | 施行日        | 騎乗馬名                             | 性齢 | 騎手名 | 管理調教師     | 頭数 | 着順 |
| ------- | ------------- | ------------------------------------ | ---- | ------ | -------------- | ---- | ---- |
| 第105回 | 1994年10月1日 | Jeune Homme                          | 牡4  | 武豊   | F.ブータン     | 6頭  | 5着  |
| 第121回 | 2010年10月2日 | Cima De Triomphe（チマデトリオンフ） | 牡4  | 武豊   | B.グリゼッティ | 10頭 | 7着  |

### 記録
- レースレコード - 1:58.30（2004年優勝馬タッチオブランド）[2]
- 最多優勝騎手 - フレディ・パーマー 6勝（1949年 - 1951年、1957年、1960年、1964年） [2]
- 最多勝調教師
  - ペルシー・カーター 7勝（1938年、1939年、1949年 - 1951年、1960年、1964年）[2]
  - アンドレ・ファーブル 7勝（1982年、1984年、1989年、1991年、1999年、2011年[2]、2014年）